# Zapasy na Letnich Igrzyskach Olimpijskich 1996 – kategoria do 74 kg w stylu wolnym
Zmagania mężczyzn do 74 kg to jedna z dziesięciu męskich konkurencji w zapasach w stylu wolnym rozgrywanych podczas Letnich Igrzysk Olimpijskich 1996. Pojedynki w tej kategorii wagowej odbyły się w dniach 1 – 2 sierpnia.

## Klasyfikacja[1]
| Pozycja | Nazwisko               | Kraj               |
| ------- | ---------------------- | ------------------ |
| 1       | Buwajsar Sajtijew      | Rosja              |
| 2       | Park Jang-sun          | Korea Południowa   |
| 3       | Takuya Ōta             | Japonia            |
| 4       | Płamen Paskalew        | Bułgaria           |
| 5       | Alexander Leipold      | Niemcy             |
| 6       | Kenny Monday           | Stany Zjednoczone  |
| 7       | Victor Peicov          | Mołdawia           |
| 8       | Magomiedsałam Gadżyjew | Azerbejdżan        |
| 9       | David Hohl             | Kanada             |
| 10      | Wałerij Werhuszin      | Macedonia Północna |
| 11      | Alberto Rodríguez      | Kuba               |
| 12      | Boris Budajew          | Uzbekistan         |
| 13      | Árpád Ritter           | Węgry              |
| 14      | Ihar Kozyr             | Białoruś           |
| 15      | Radion Kertanti        | Słowacja           |
| 16      | Isa Momeni             | Iran               |
| 17      | Reinold Ozoline        | Australia          |
| 18      | Turan Ceylan           | Turcja             |
| 19      | Magomied Kuruglijew    | Kazachstan         |
| 20      | Anthony Avom Mbume     | Kamerun            |
| .       | Lazaros Loizidis       | Grecja             |
| .       | Felipe Guzmán          | Meksyk             |

## Zasady[2]
- TO — Łopatki
- PP — Na punkty (Pokonany zdobył punkty)
- PO — Na punkty (Pokonany bez punktów)
- PA — Kontuzja
- ST — Przewaga (10 punktów różnicy, pokonany bez punktów)

## Wyniki

### Runda 1
|                     | Wynik |                        | Punkty |
| 1/16                | 1/16  | 1/16                   | 1/16   |
| ------------------- | ----- | ---------------------- | ------ |
| David Hohl          | 3–4   | Boris Budajew          | 1–3 PP |
| Reinold Ozoline     | 7–15  | Wałerij Werhuszin      | 0–4 TO |
| Takuya Ōta          | 11–0  | Felipe Guzmán          | 4–0 ST |
| Árpád Ritter        | 3–5   | Ihar Kozyr             | 1–3 PP |
| Park Jang-sun       | 4–1   | Magomiedsałam Gadżyjew | 3–1 PP |
| Magomied Kuruglijew | 1–7   | Victor Peicov          | 1–3 PP |
| Radion Kertanti     | 4–3   | Turan Ceylan           | 3–1 PP |
| Alberto Rodríguez   | 1–1   | Kenny Monday           | 1–3 PP |
| Buwajsar Sajtijew   | 8–0   | Isa Momeni             | 3–0 PO |
| Alexander Leipold   | 6–0   | Lazaros Loizidis       | 3–0 PO |
| Anthony Avom Mbume  | 0–10  | Płamen Paskalew        | 0–4 ST |

### Runda 2
|                        | Wynik |                     | Punkty |
| 1/8                    | 1/8   | 1/8                 | 1/8    |
| ---------------------- | ----- | ------------------- | ------ |
| Boris Budajew          | 0–8   | Wałerij Werhuszin   | 0–4 TO |
| Takuya Ōta             | 4–1   | Ihar Kozyr          | 3–1 PP |
| Park Jang-sun          | 3–0   | Victor Peicov       | 3–0 PO |
| Radion Kertanti        | 1–5   | Kenny Monday        | 1–3 PP |
| Buwajsar Sajtijew      | 3–1   | Alexander Leipold   | 3–1 PP |
| Płamen Paskalew        |       | Bez walki           |        |
| Repasaże               |       |                     |        |
| David Hohl             | 11–5  | Reinold Ozoline     | 3–1 PP |
| Felipe Guzmán          | 0–12  | Árpád Ritter        | 0–4 ST |
| Magomiedsałam Gadżyjew | 4–0   | Magomied Kuruglijew | 3–0 PO |
| Turan Ceylan           | 0–7   | Alberto Rodríguez   | 0–3 PO |
| Isa Momeni             | 3–0   | Lazaros Loizidis    | 3–0 PO |
| Anthony Avom Mbume     |       | Bez walki           |        |

### Runda 3
|                    | Wynik |                        | Punkty |
| 1/4                | 1/4   | 1/4                    | 1/4    |
| ------------------ | ----- | ---------------------- | ------ |
| Płamen Paskalew    | 12–0  | Wałerij Werhuszin      | 4–0 ST |
| Takuya Ōta         | 0–5   | Park Jang-sun          | 0–3 PO |
| Kenny Monday       |       | Bez walki              |        |
| Buwajsar Sajtijew  |       | Bez walki              |        |
| Repasaże           |       |                        |        |
| Anthony Avom Mbume | 0–10  | David Hohl             | 0–4 ST |
| Árpád Ritter       | 2–3   | Magomiedsałam Gadżyjew | 1–3 PP |
| Alberto Rodríguez  | 4–1   | Isa Momeni             | 3–1 PP |
| Boris Budajew      | 4–2   | Ihar Kozyr             | 3–1 PP |
| Victor Peicov      | 5–0   | Radion Kertanti        | 3–0 PO |
| Alexander Leipold  |       | Bez walki              |        |

### Runda 4
|                        | Wynik    |                   | Punkty   |
| Półfinał               | Półfinał | Półfinał          | Półfinał |
| ---------------------- | -------- | ----------------- | -------- |
| Płamen Paskalew        | 3–5      | Park Jang-sun     | 1–3 PP   |
| Kenny Monday           | 1–6      | Buwajsar Sajtijew | 1–3 PP   |
| Repasaże               |          |                   |          |
| Alexander Leipold      | 10–2     | David Hohl        | 3–1 PP   |
| Magomiedsałam Gadżyjew | 6–2      | Alberto Rodríguez | 3–1 PP   |
| Boris Budajew          | 3–5      | Victor Peicov     | 1–3 PP   |
| Wałerij Werhuszin      | 0–7      | Takuya Ōta        | 0–3 PO   |

### Runda 5
|                   | Wynik    |                        | Punkty   |
| Repasaże          | Repasaże | Repasaże               | Repasaże |
| ----------------- | -------- | ---------------------- | -------- |
| Alexander Leipold | 3–0      | Magomiedsałam Gadżyjew | 3–0 PO   |
| Victor Peicov     | 4–5      | Takuya Ōta             | 1–3 PP   |

### Runda 6
|                 | Wynik    |                   | Punkty   |
| Repasaże        | Repasaże | Repasaże          | Repasaże |
| --------------- | -------- | ----------------- | -------- |
| Płamen Paskalew | 8–4      | Alexander Leipold | 3–1 PP   |
| Takuya Ōta      | 4–2      | Kenny Monday      | 3–1 PP   |

### Finały[12]
|                        | Wynik            |                   | Punkty           |
| O siódme miejsce       | O siódme miejsce | O siódme miejsce  | O siódme miejsce |
| ---------------------- | ---------------- | ----------------- | ---------------- |
| Magomiedsałam Gadżyjew | WO               | Victor Peicov     | 0–4 PA           |
| O piąte miejsce        |                  |                   |                  |
| Alexander Leipold      | WO               | Kenny Monday      | 4–0 PA           |
| O brązowy medal        |                  |                   |                  |
| Płamen Paskalew        | 3–5              | Takuya Ōta        | 1–3 PP           |
| Finał                  |                  |                   |                  |
| Park Jang-sun          | 0–5              | Buwajsar Sajtijew | 0–3 PO           |